# Pabellón multiusos Roberto Rodríguez Estrello
El Pabellón Multiusos Roberto Rodríguez Estrello es una instalación deportiva situada en el municipio de Santa Cruz de la Palma (España).
Cuenta con capacidad para 2150 espectadores y es el escenario en el que disputa sus encuentros como local el UB La Palma de la liga LEB Oro.
El nombre del pabellón desde septiembre de 2011, aprobado por unanimidad por todas las fuerzas políticas del Ayuntamiento de Santa Cruz de la Palma, propietario del recinto, pretende rendir homenaje a Roberto Rodríguez Estrello, considerado como uno de los máximos impulsores del desarrollo del baloncesto en las Islas Canarias.
El pabellón tiene un uso principal destinado para eventos o entrenamientos deportivos, sin embargo, en ocasiones se utiliza para exposiciones de saldo u otros eventos.